# رود سیمگنج
رود سیمگنج (به لاتین: Simiganj) یک رود در تاجیکستان است.